# Луцій Манлій Капітолін Імперіос
Лу́цій Ма́нлій Капітолі́н Імперіо́с (лат. Lucius Manlius Capitolinus Imperiosus; IV століття до н. е.) — політичний, державний і військовий діяч ранньої Римської республіки, диктатор 363 року до н. е.

## Біографія
Походив з патриціанського роду Манліїв. Про дитячі роки, батьків відомостей немає. 
У 363 році до н. е. його було обрано диктатором для проведення церемонії вколочення цвяху у вересневу іду, щоб захиститися від моровиці, яка лютувала протягом трьох років в Римі. Також на нього поклали завдання провести військову кампанію проти герніків, що наштовхнулося на супротив плебсу. Призначив своїм заступником — начальником кінноти Луція Пінарія Натту. 
364 року до н. е. на Луція Манлія подав до суду народний трибун Марк Помпоній, звинувативши того у жорстокості до свого сина Тита Манлія Імперіоса Торквата. Але процес не відбувся через активну протидію цьому Тита Манлія, який, погрожуючи трибуну ножем, примусив останнього зректися позову.  
З того часу про подальшу долю Луція Манлія Капітоліна Імперіоса згадок немає.

## Родина
- Син Тит Манлій Імперіос Торкват, консул 347, 344 і 340 років до н. е.